# 京都市交通局2000形電車
京都市交通局2000形電車（きょうとしこうつうきょく2000がたでんしゃ）は、1964年より新造され、京都市交通局（京都市電）に在籍した路面電車車両。
京都市電の全廃を待たずして1977年9月に全車廃車となったが、本形式のうち5両が伊予鉄道へ譲渡され、同社モハ2000形電車として導入された。本項では京都市交通局在籍当時のみならず、伊予鉄道譲渡後の変遷についても併せて記述する。

## 概要
ラッシュ時のための連結運転と閑散時のワンマン運転の双方に対応可能なよう設計された中型車である。
1964年から1965年にかけて2001 - 2006の計6両がナニワ工機（現アルナ車両）で製造された。
なお、1965年に新造された2003 - 2006の4両は京都市交通局が市電用として新造した最後の車両である。

## 導入経緯
公共交通事業者の多くが、ラッシュ時に備えた設備投資を行うことを余儀なくされているが、その一方で、ラッシュ対策の車両や施設、あるいは要員が、昼間の閑散時には遊休化してしまうといった二律背反の事例が見受けられ、路面電車事業者もその例外ではなかった。
1960年代前半の京都市においては、市内中心部の地下鉄整備が実施されておらず、また市電が年間2億人以上の旅客を輸送して市内交通の大半を担い、なおかつ年間の乗客数が増加し続けていたことから、この問題がかなり深刻化していた。
そのため、1962年（昭和37年）3月27日からは朝ラッシュ時（午前7時から午前9時の間）に一部停留所を通過する急行運転を開始、運転時分の短縮と輸送力増強を現有施設・車両で実施するために最大限の努力が払われた。しかし、乗客数が急増しつつあった当時の情勢下にあってはこの施策だけでは急増する乗客数に対して充分ではなく、抜本的な輸送力増強策を講じることが強く求められる状況となっていた。
この時期、東西の幹線である四条線においては、1963年（昭和38年）6月に阪急京都線が河原町まで延長されたことによって同線の負担が軽減され、一定程度状況の改善が実現したが、南北の幹線である烏丸線においては、そういった市電を補完あるいは代替する輸送機関は存在せず、京都駅前・四条烏丸の市内二大ターミナルで国鉄・阪急から乗り換える通勤・通学客を、烏丸丸太町以南のビジネス街や、同電停以北の文教地区に迅速かつ大量に輸送することが求められる状況にあった。
また、西大路線においては1960年代当時、円町以北の沿線が住宅地や文教地区として開発されつつあったが、円町 - 西大路九条間の沿線である中京区西部から右京区東部が、工業地帯として急速に発展しつつあったことから、工場通勤者の足を確保する必要に迫られていた。
そのため、市電の輸送力増強が求められたが、いずれの路線に新車を投入するにしても、昼間時においてはラッシュ時ほどの輸送需要が望めず、第二次世界大戦後に大量投入された1000形のような大型3扉車や、当時西鉄北九州線などで投入されてラッシュ時の輸送力増大に絶大な効果を発揮していたものと同様の大型連接車を投入するのは、閑散時の運用を考慮すると不経済・非効率に過ぎた。そこで、ラッシュ時の大輸送力確保と閑散時のフリークエント・サービスの維持を両立しうる、従来の車両とは違うタイプの車両として、連結・解結によって編成両数を変更可能な連結車の投入が構想された。
道路上を走行する路面電車におけるこの種の長編成化は、ほとんどの都市でも道路交通の管制に当たる所轄警察署の許可を得ることが難しいが、京都市では第二次世界大戦後、1947年から翌1948年にかけて600形で1形2軸単車を牽引する親子電車を京都駅前 - 烏丸車庫間などで運転した実績があり、また近隣の京福電気鉄道嵐山本線や京阪京津線で同様の連結運転が実施されていて所轄警察署の許可を得ることが容易な状況にあり、さらに地上設備面でも連結運転を阻害する要因が少なかった。
このような背景のもと、本形式は、同じ時期に既存の600形からの改造で用意された2600形ともども、ラッシュ時は2両連結運転を実施して大量の通勤・通学客を一度に運び、昼間時以降は編成分割の上で1両単独で走行する、京都市電初のワンマンカーとして計画された。
本形式は、1963年度予算で1964年1月20日に2001・2002の1編成2両、1964年度予算で1965年1月30日に2003 - 2006の2編成4両が、それぞれ尼崎のナニワ工機で製造され竣工した。
運用開始は2001・2002が1964年3月16日、2003・2004は1965年4月15日、2005・2006は1965年4月8日である。

## 車体
鋼製で全溶接による準張殻構造を採用、窓上下の補強帯を露出させないノーシル・ノーヘッダー構造かつ張り上げ屋根とした、平滑な外観の構体に軽合金製の窓枠・金具類を組み合わせる、近代的な全金属製車体を備える。
車体長は、連結運転を行うことから交差点通過時間などを考慮して800形より若干短い11,300mmに短縮され、車体高も屋根をやや浅く設計した結果、600形より若干高い3,160mmとなっている。車体幅は2,390mmでこれは900形などと同一であるが、側構の厚さは90mmと800・900形と比較して5mm厚く設計されているため、車内幅は1cm狭くなっている。
妻面は600形以来の伝統である傾斜角を備えたデザインを踏襲するが、その傾斜角は非常に小さくされ、面構成も丸妻ではなく後退角の小さな折妻による平坦な構成とされており、在来車と比較して若干スクエアな印象を与える。
また、従来とは客扱いの異なる連結運転とワンマン運転を実施することから、妻面幕板中央に2段式の方向幕を取り付けて下段に行先を、上段には「連結車」または「ワンマンカー」をそれぞれ表示する構造とし、左右にバックミラーを設置、車内に料金箱とテープレコーダーを設置している。また、夜間において既存のツーマンカーとの識別を容易とするため、ヘッドライトは方向幕の左右にシールドビームを幕板に埋め込み式として1灯ずつ取り付けている。尾灯は角形のものが制御灯と一体の灯具に収めて妻面向かって左よりの窓下に設置されている。
窓配置は、閑散時に前乗り後降り式のワンマンカーとしても運用されることを考慮して、客用扉について左右非対称配置が採用されている。そのため、(1)D3(1)D1 3 1（D：客用扉、(1)：戸袋窓、数字：窓数）となっており、前後の運転台脇の側窓はいずれも狭幅の1枚窓、客用扉は運転台脇のものが800mm幅の2枚連接引戸、車体中央のものが1,000mm幅の片引戸としている。この引戸はドアエンジンが電磁駆動式となっており、この点でも在来車とは一線を画する。
車体中央の客用扉向かって右には連結運転時とツーマン運転時に車掌が乗務する車掌台が設置されており、この区画の側窓1枚は狭幅で上昇可能な1枚窓としている。また、前後の扉間（中央扉の戸袋窓含む）4枚と車掌台窓の右の3枚の合計7枚の側窓については700形の設計を踏襲した大きな2段上昇式窓を採用している。窓枠は妻窓も含めて全てアルミサッシを採用し、2段窓部分には下段の中央横方向に1本、保護棒を設置している。
妻窓についても700形の設計を踏襲し、左右の窓をやや細く、中央の窓を広くとった3枚窓構成を採用し、左右の窓を換気用として下降式としている点では700形と同様であるが、中央窓については下方約1/3で分割した2段窓構造とし、下段窓を上昇可能としている。妻窓の上部にはごく短いひさしが設置されており、妻窓は側窓より若干背が低くなっている。なお、ワイパーは空気圧駆動式のものを当初より搭載している。
塗色は従来の京都市電の標準色である窓上クリーム・腰部グリーンのツートンカラーではなく、連結車あるいはワンマンカーであることをアピールするために窓上アイボリーホワイト・腰部コバルトブルーの専用塗装が採用され、前面窓下にオレンジ色のワンマンカー識別帯が入れられている。
本形式の自重は14.5tで、800形最終増備車よりも1.2t軽く、軽量設計で知られた700形直接制御車グループと同程度となっており、700形ほどではないものの軽量化された車体と、簡潔な回路構成の間接非自動制御器としたことの効果が大きかった。

## 主要機器

### 主電動機
900形以来京都市電の標準電動機となっていたSS-60を各台車に1基搭載し、吊り掛け式の駆動装置と組み合わせてある。歯数比は59:14で、これは同じSS-60を搭載する800・900・700形と共通である。

### 台車
全車とも日立製作所KL-11を装着する。この台車はプレス材溶接構造の台車枠を備え、コイルばねによる枕ばねを側枠から吊りリンクで吊り下げた揺れ枕で支持する。
軸距は1,400mm、車輪径は660mmで、いずれも京都市の標準寸法に従う。
このKL-11は先行した700形701 - 715に装着されていたのと同一品で、京都市だけではなく、1963年から1964年にかけて製作された西日本鉄道福岡市内線300形にも採用実績があった。また、サフィックス違いの同系台車は土佐電気鉄道600形や西日本鉄道北方線331形連接車の一部などに装着されており、決してその生産数は多くないが、1960年代の時点で車両新造を行えた西日本各都市の路面電車に広く普及した形式の一つである。

### 制御器
連結運転を行う必要から間接制御器の搭載が必須とされた。
ただし、それまでの間接自動制御とは異なり、電磁接触式スイッチによる間接非自動制御式の日本車輌製造NC-579主幹制御器およびNCH-452-RUD制御器を採用している。
主回路構成は力行7段、電気制動8段で、主電動機が永久並列つなぎであることから直並列制御を行わない。
これは、従来900形や700形などで採用されていた三菱電機AB間接自動制御器の場合、ノッチ操作からシーケンスドラムやカム軸が回転して主回路が進段するまでのタイムラグが大きく、たとえば交差点通過を急ぐ様な場合に直接制御車で一般に行われていた、追いノッチとよばれる主回路電流量の低下を待たずにノッチを進める乱暴な操作による急加速発進操作が出来ない、という連結運転時には致命的と言って良い問題を抱えていたことへの対策であり、連結車に極力直接制御車に近い走行特性を与える必要があったことから、特に操作応答性を重視して採用されたものである。

### ブレーキ
単行運転を行う路面電車用として一般的なSM-3直通ブレーキに代えて、連結運転用としてM-18A弁を使用するSME非常弁付直通ブレーキが採用されている。

### 連結器
これも連結運転を行う必要から、コンパクトなトムリンソン式密着連結器を取り付けている。この連結器は電気連結器を下部に併設しており、ブレーキ動作に必要な空気配管も内蔵しているため、連結運転時にはこの連結器以外にはブレーキ用エアホースやジャンパ線などを接続する必要はなく、連結・解結作業が容易かつ短時間で行える構造となっている。
この連結器は使用しないときは連結器を車体の右隅に振ってロックする構造とされたが、その支持腕の関係で救助網は従来の網状の物が装着できず、神戸市電などと同様のフェンダー・ストライカーが取り付けられている。

### 集電装置
700形と共通のZパンタグラフを搭載する。

## 運用
本形式は全車が烏丸車庫に配置され、4系統（京都駅前 - 四条烏丸 - 烏丸車庫前（現在の北大路バスターミナル） - 金閣寺前 - 西大路七条 - 七条烏丸 - 京都駅、現在の地下鉄烏丸線及び京都市バス205系統）に集中投入されて、当初の目的どおりラッシュ時の連結運転と、昼間時のワンマン運転に充当された。
連結運転時には、1両目に運転手と車掌、2両目に車掌の計3人が乗務し、1両目と2両目との連絡はブザーを用いた。
京都市交通局は、当初本形式について20両を新造することを計画していたが、交通局の財政悪化で本形式の製造は2年度6両で打ち切られ、運用数に対して不足する連結車については、600形の20年締換（更新）工事と併せて1mの車体延長や制御器の間接非自動制御器への換装などを実施する大規模な改造工事を交通局壬生工場およびナニワ工機で実施し、本形式と同等の連結・ワンマン運転対応車とした2600形18両で賄われた。このため、1965年1月に竣工した2003 - 2006の4両が京都市電最後の新造車となった。
1965年9月10日以降は、朝ラッシュ時の連結運転区間を西大路線・北大路線の全線と東山線の百万遍。以北に拡大し、翌1966年（昭和41年）11月7日には2600形全車の改造が完了したことから連結車の運用を10編成にまで拡大して、京都市内の通勤・通学輸送に大きな効果を発揮した。
1966年以降、京都市電のワンマン化が本格化することになり、その第一陣として600形が1600形へ改造されることになったのに伴い、従来専用色に塗装されていた本形式についても塗装の見直しが実施され、京都市電において第二次世界大戦後に標準色となっていた窓部クリーム・腰部グリーンのツートンカラーにワンマンカー識別用の赤帯を窓下に巻いた、以後のワンマンカーで標準となった塗装に変更された。
以後しばらくは大きな変化はなかったが、乗客数の減少と他系統のワンマン化の進展に伴い、1970年（昭和45年）1月16日に外郭線での連結運転が中止となって最混雑線区である烏丸線限定となり、翌1971年3月31日には連結運転そのものが終了となった。そのため、烏丸車庫所属系統のワンマン化の進展もあって本形式は他のワンマンカー各形式と共通運用化され、従来充当されていなかった各系統の運用に入ることになり、千本線（四条大宮まで）、河原町線、東山線（百万遍以南）などでの運用が、この時期に開始されている。
更に、1974年の地下鉄工事に伴う烏丸線（七条烏丸 - 烏丸車庫前間）廃止後、車掌の職場確保のために本形式全車が1600形、2600形の一部とともに暫定的にツーマン車として運行されることになり、ワンマン識別用の赤帯を撤去するなどのツーマン改造を受けた。これは、連結車は車掌台を残しており、また1600形は前後式出入台でワンマンでの客扱いがやりにくい、という苦情が出ていたためであった。しかし、これらの暫定ツーマンカーも翌1975年3月末までには全車ワンマンカーに復帰した。

## 廃車
間接自動制御車の全廃後、本形式は2600形とともに京都市電に残った数少ない間接制御車であった。しかし、連結運転を考慮した特殊装備が多かったこと、主電動機が永久並列つなぎであり、抵抗が主回路に挿入された状態で力行加速する機会が多く抵抗器の溶断事故が少なからず発生していたことなどから、以後は持て余し気味となり、京都市電の全廃を待つことなく1977年9月の河原町・七条線廃止時に全車廃車された。同時期には2600形も残存全車が廃車となっており、両形式の形式消滅をもって京都市電から間接制御車は全て淘汰された。
廃車後は2001が保存対象となって烏丸車庫跡に保存された後、同跡地の再開発によって京都市下京区観喜寺町のJR高架下に移動され、2014年3月8日からは梅小路公園で静態保存されている。また、2002 - 2006は冒頭で述べた通り伊予鉄道に譲渡されたが、詳細は後述する。

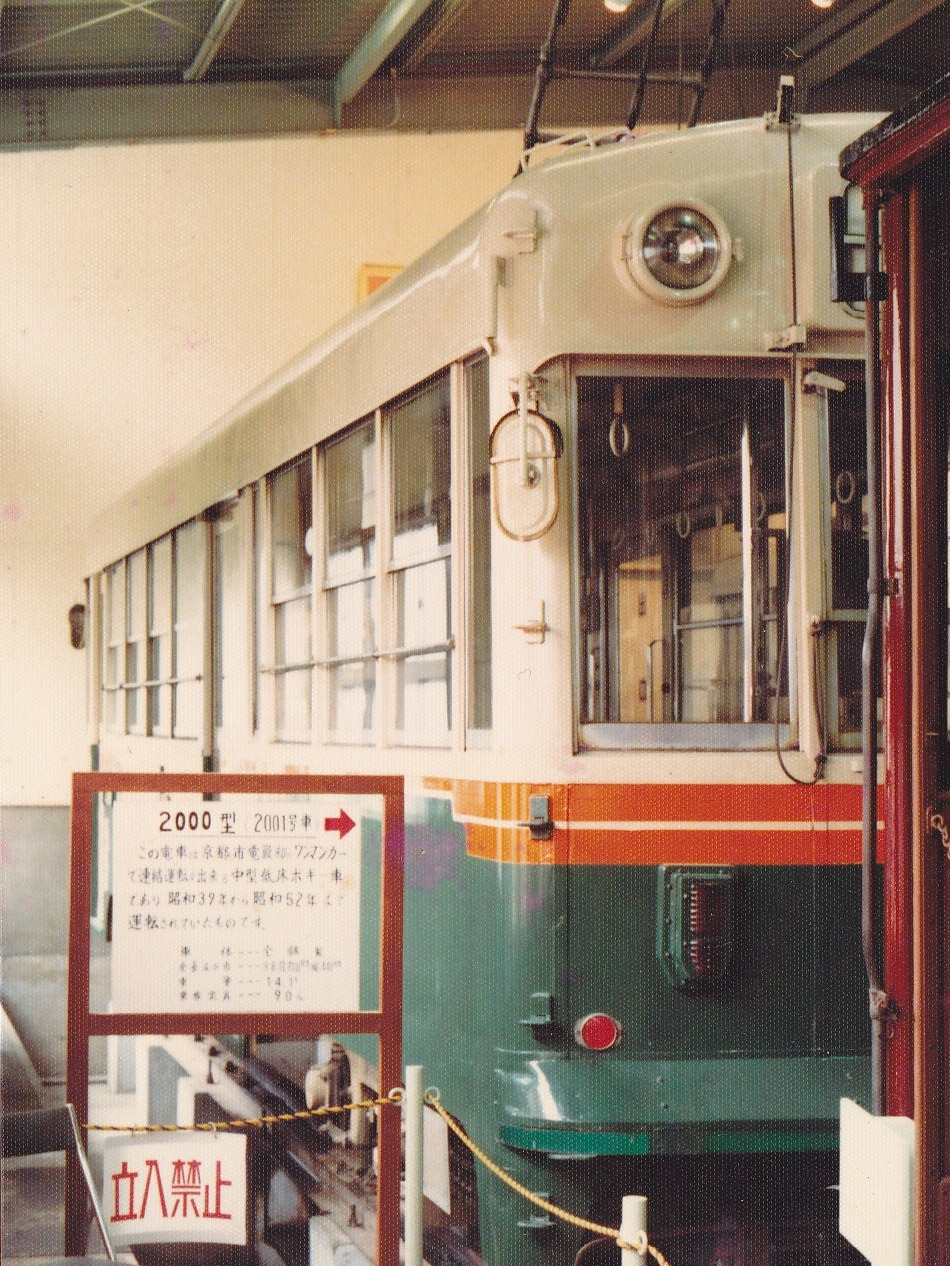
旧烏丸車庫で保存時代の2001号車（1982年6月）
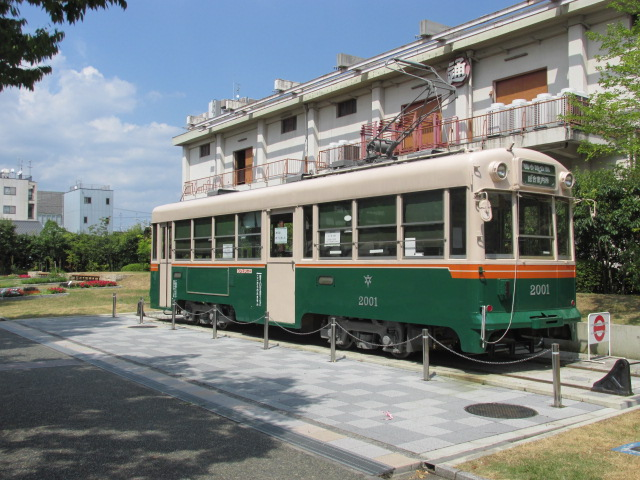
梅小路公園で保存中の2001号車（2015年8月）
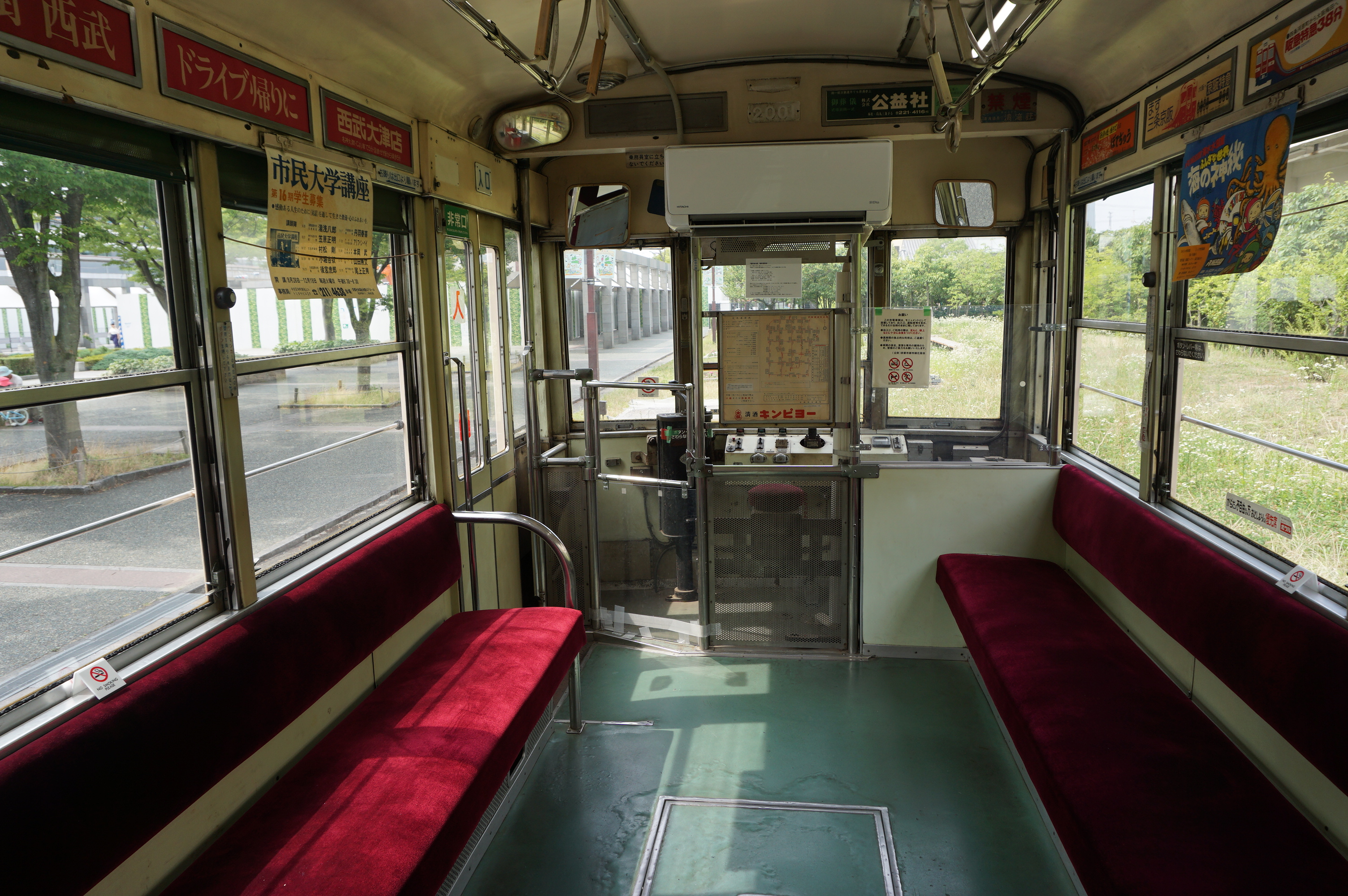
2001号車の車内（2017年6月）
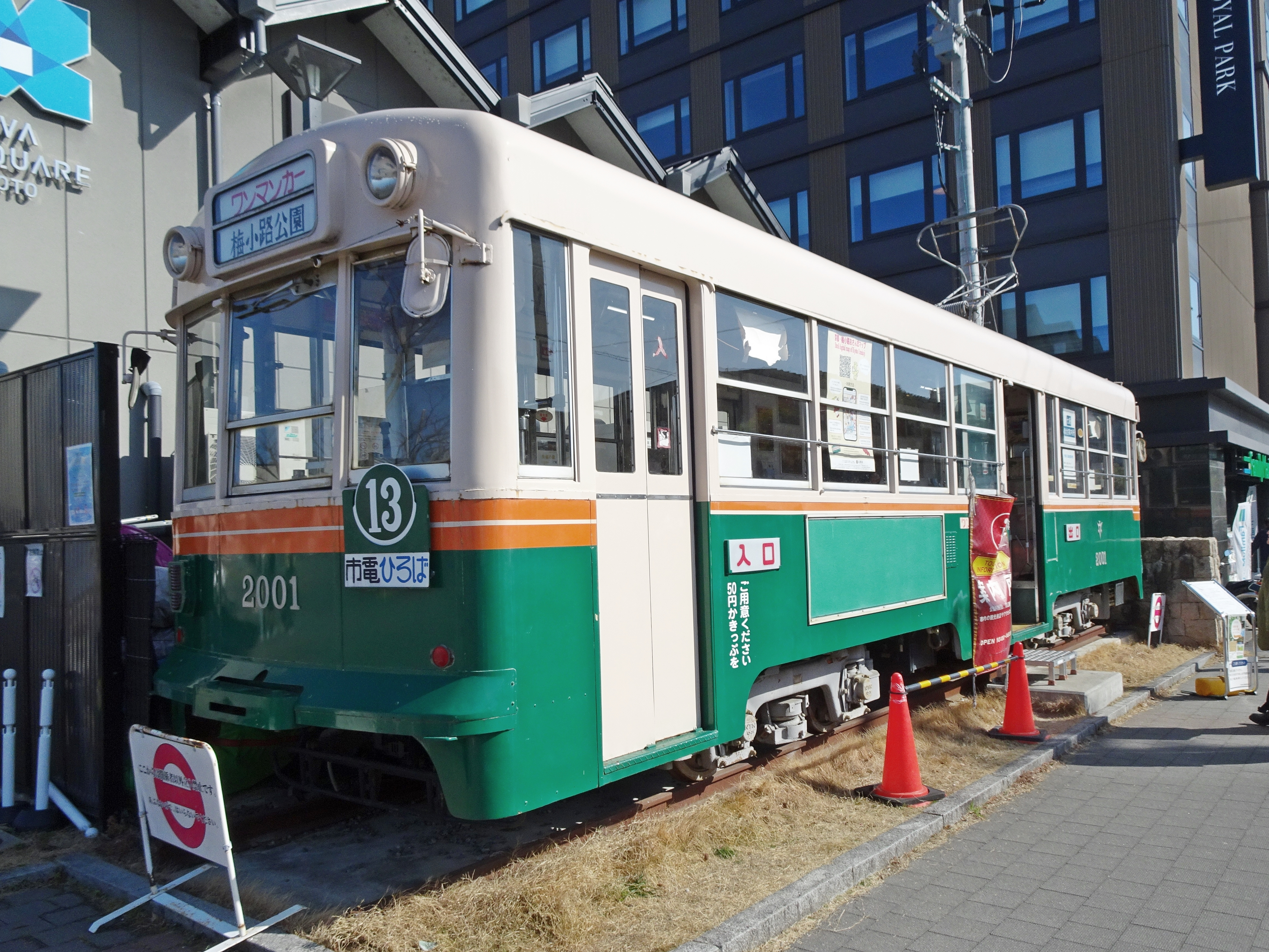
敷地内小移転後の2001号車（2025年2月）

## 伊予鉄道譲渡後
前述のように、本形式のうち京都市交通局で保存車となった2001を除く2002 - 2006の5両が伊予鉄道へ譲渡され、1979年より運用を開始した。なお、譲渡後も車番に変更はなく、2001は伊予鉄道においては欠番とされている。

### 導入に伴う改造
京都市電の軌間が1435mm（標準軌）であるのに対して、伊予鉄道の軌間は1067mm（狭軌）であるため、台車枠はそのまま使用したものの、輪軸を長さはそのままで車輪のバックゲージのみ1,067mm軌間対応に変更した、いわゆる長軸仕様のものに交換、同時に主電動機もSS-60から狭軌用の強力型である三菱電機MB-336-LR4へ交換して走行性能を引き上げている。更に、ワンマンカー/連結車表示幕の撤去・前照灯の1灯化・側面方向幕の設置など既存のモハ50形に準じた仕様への改造を受け、1979年から翌1980年にかけて5両全車が竣工、就役を開始した。
松山市内線の主力であるモハ50形51 - 61がもともと京都市電800形をモデルにして製造されたものであったことから、同じ800形のデザインをルーツとする本形式がこれらの改造を受けて松山市内を走っても、さしたる違和感はなかった。また、内装は多少運転席の計器盤などが異なるものの運転方法は同じであるが、塗装は漆塗り、床は焦げ茶かつ無光沢の木板であるモハ50形に対し、この2000形は京都時代からの内装はデコラ張りの壁にリノリウムの床の内装のままとなっているところは異なる。
さらに、時を同じくして、本形式と同一の機器を搭載していた京都市電2600形の解体発生品であるNC-579主幹制御器・NCH-452L-RUD制御器一式が譲受されてモハ51 - 61の間接非自動制御化に活用されたため、これらは事実上の同型車として取り扱われることになった。

### 運用
松山市内線での運用開始後しばらくは非冷房のまま走っていたが、1982年に冷房化改造と制御装置の直並列化改造を実施した。冷房装置はこの当時路面電車用に開発された三菱電機CU-77を搭載した。主制御器の改造内容は、モハ50形62以降が採用した三菱電機HL-72-6DAと同じ取り扱いが出来るよう、永久並列7段の主回路つなぎを直列5段＋並列4段に変更するというもので、この結果制御段数の増加に対応して電磁接触器を2セット増設する必要が生じた。
このため増設分の接触器を収納する第2制御器箱が追加され、主制御器はNCH-452-RUD改に変更、直列5段目による流しノッチ操作で長年の懸案であった高速運転時の抵抗器の溶断事故防止が実現した。この改造は同系制御器を備える様になったモハ51 - 61や、勾配線区を有した呉市電出身でやはり並列7段のみのHL-72-6Dを備えるモハ1001 - 1003についても実施され、ここに松山市内線在籍各車の足並みが統一されている。
2017年11月に2006号の行先表示機がフルカラーLED化されたのを皮切りに、2020年12月までに全車へのフルカラーLED化工事が完了した。
以後は松山市内線の主力車両の一翼を担い、車齢が55年を超えた2023年現在も全車が市内線での運行を継続している。

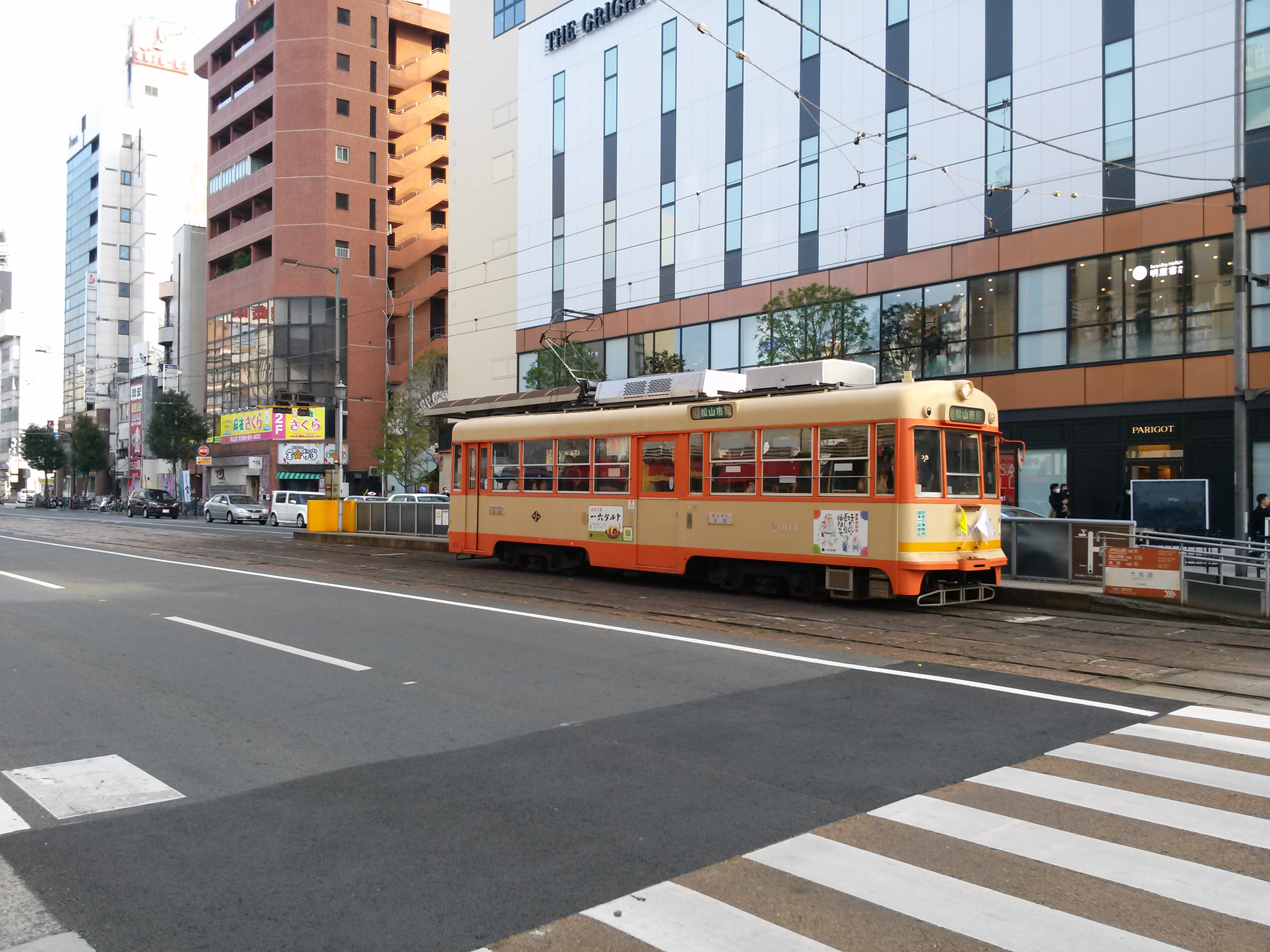
冷房装置がCU-77CTに交換された2004号 （2016年1月）
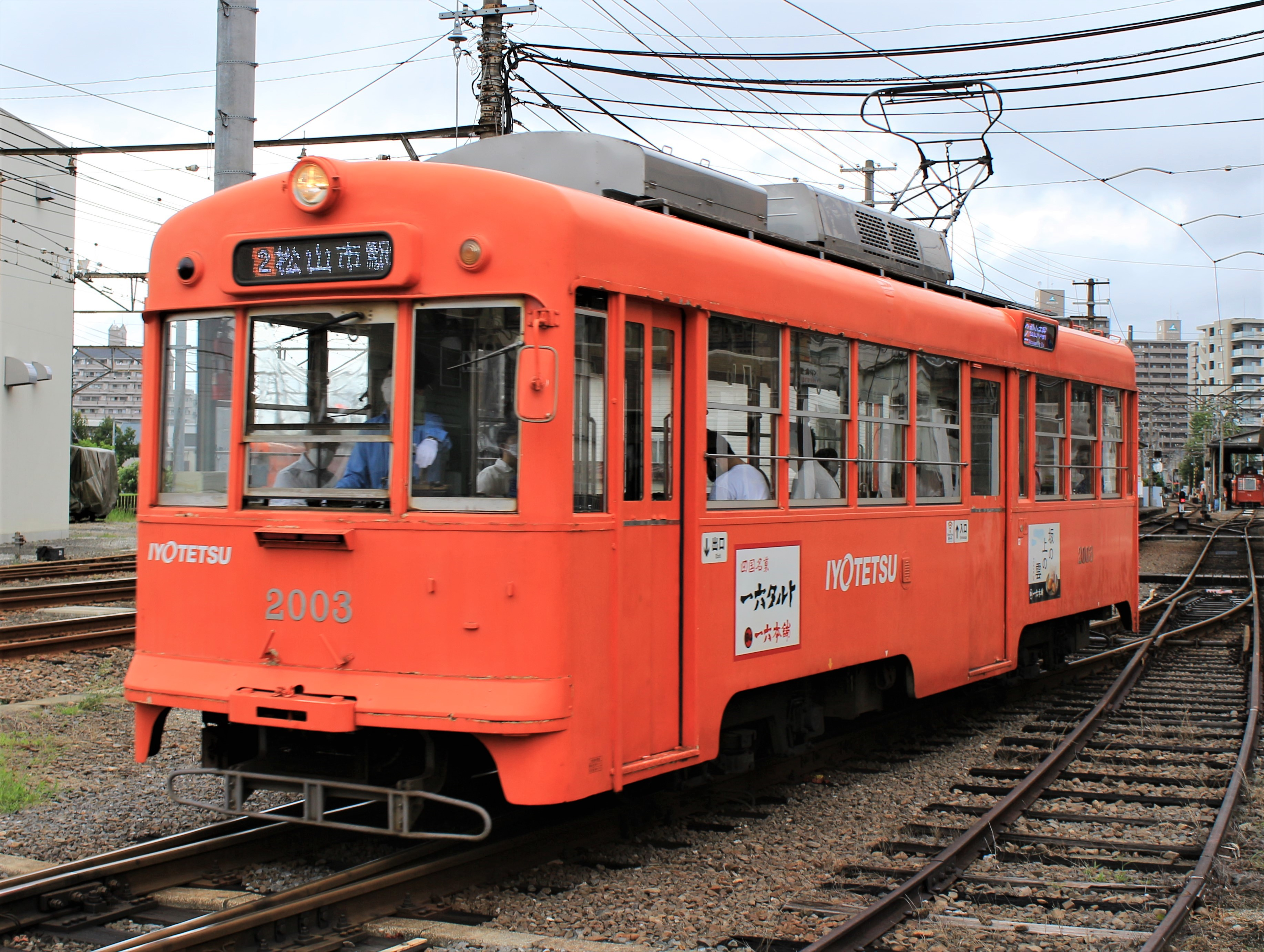
新塗装の2003号、行先表示機が フルカラーLED化された （2021年8月）
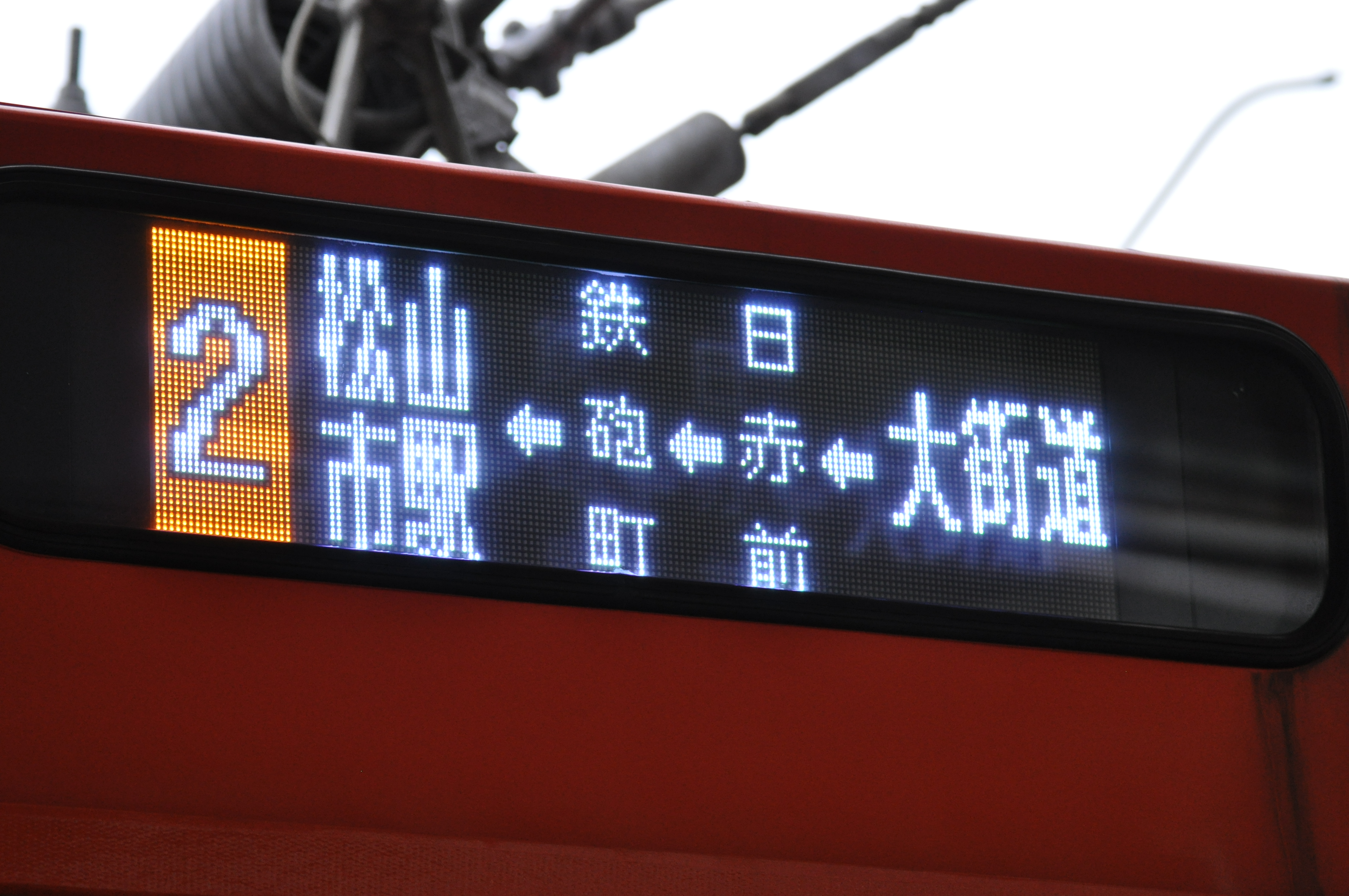
2003号側面行先表示器もLED化されている（2023年）
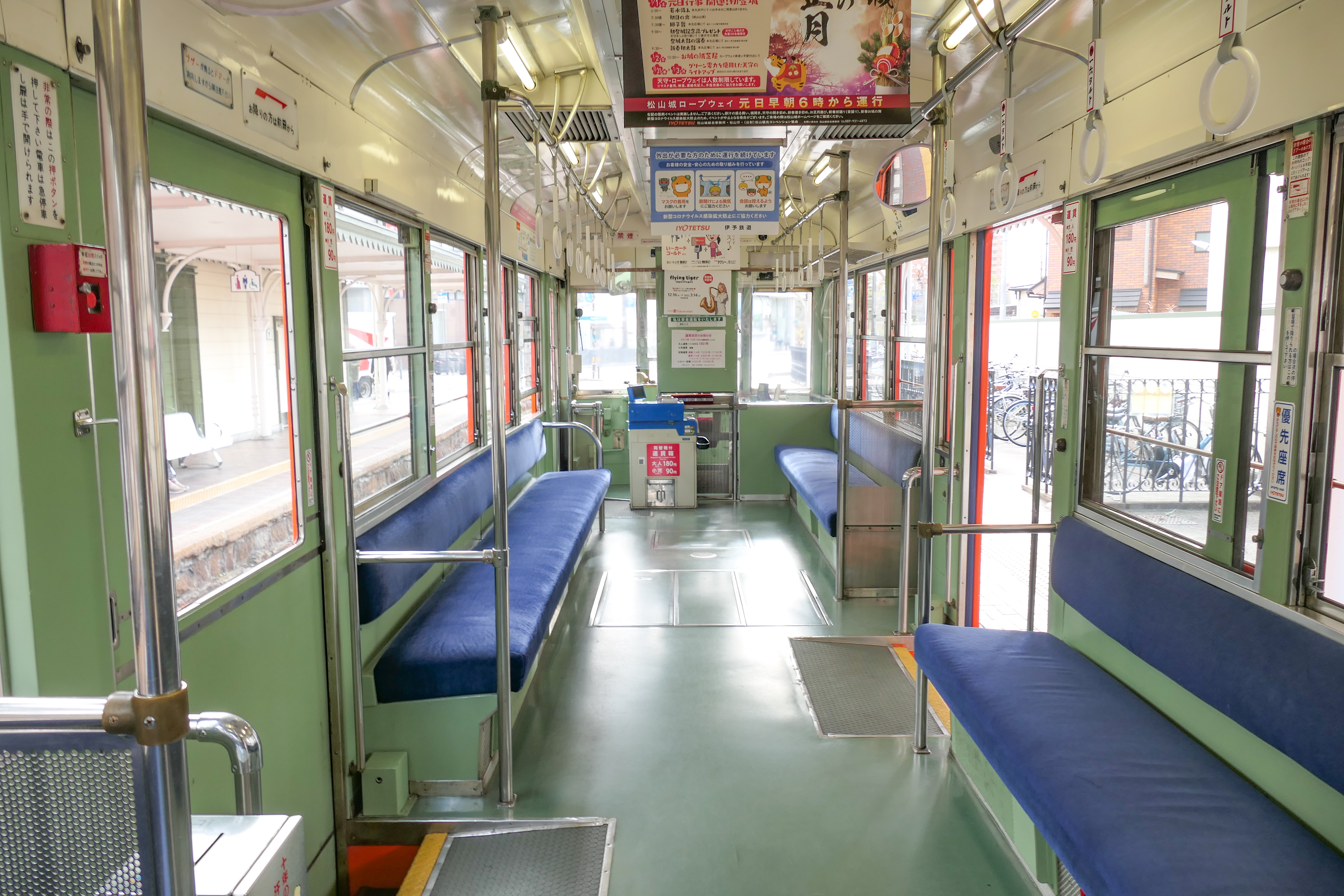
2006号の車内（2021年12月）

## 各車状況
IYOTETSUチャレンジプロジェクトの一環として標準塗装の変更が行われた。
| 車号 | 竣工      | 転入         | 塗装           | 備考                    |
| ---- | --------- | ------------ | -------------- | ----------------------- |
| 2001 | 1964年1月 | 転入せず     | ―              | 梅小路公園で保存        |
| 2002 | 1964年1月 | 1979年5月1日 | タルト電車     | 方向幕がフルカラーLED化 |
| 2003 | 1965年1月 | 1979年5月1日 | 標準色         | 方向幕がフルカラーLED化 |
| 2004 | 1965年1月 | 1979年7月1日 | 標準色         | 方向幕がフルカラーLED化 |
| 2005 | 1965年1月 | 1979年7月1日 | 今治タオル電車 | 方向幕がフルカラーLED化 |
| 2006 | 1965年1月 | 1979年7月1日 | 砥部焼電車     | 方向幕がフルカラーLED化 |

## 車歴
| 車番 | 竣工      | 連結機能廃止 | 廃車      | 最終所属車庫 | 伊予鉄での竣工 | 冷房改造   | 備考                     |
| 2001 | 1964年1月 | 1971年10月   | 1977年9月 | 烏丸車庫     | ―              | ―          | 静態保存車               |
| 2002 | 1964年1月 | 1971年10月   | 1977年9月 | 烏丸車庫     | 1979年5月1日   | 1982年12月 | 伊予鉄道へ譲渡・モハ2002 |
| 2003 | 1965年1月 | 1971年10月   | 1977年9月 | 烏丸車庫     | 1979年5月1日   | 1982年12月 | 伊予鉄道へ譲渡・モハ2003 |
| 2004 | 1965年1月 | 1971年10月   | 1977年9月 | 烏丸車庫     | 1979年7月1日   | 1982年11月 | 伊予鉄道へ譲渡・モハ2004 |
| 2005 | 1965年1月 | 1971年10月   | 1977年9月 | 烏丸車庫     | 1979年7月1日   | 1982年9月  | 伊予鉄道へ譲渡・モハ2005 |
| 2006 | 1965年1月 | 1971年10月   | 1977年9月 | 烏丸車庫     | 1979年7月1日   | 1982年9月  | 伊予鉄道へ譲渡・モハ2006 |